# Hinzuanius littoralis
Hinzuanius littoralis is een hooiwagen uit de familie Biantidae.